# Bernardino da Fossa
Bernardino da Fossa, al secolo Giovanni Amici (Fossa, 1421 – L'Aquila, 27 novembre 1503), è stato un francescano, scrittore e cronista italiano, membro dell'Ordine dei Frati Minori; il suo culto come beato fu confermato da papa Leone XII nel 1828.

## Biografia
Nato a Fossa, intorno al 1420, di nobile famiglia abruzzese. Nel 1426 ebbe modo di ascoltare le parole di San Giovanni da Capestrano di ritorno da Roma. A partire dal 1438 Giovanni Amici fu in Umbria, dove si laureò in giurisprudenza presso l'università di Perugia: colpito da una predica sulla vita di san Bernardino da Siena, spentosi all'Aquila nel 1444, decise di abbracciare la vita religiosa nel ramo degli Osservanti dell'ordine francescano.
Il 12 marzo del 1445 adottò il nome di fra' Bernardino ed iniziò il noviziato a Gubbio: il 13 marzo del 1446 fece la professione solenne nel convento di Stroncone.
Zelante sacerdote e valente predicatore presso numerosi centri umbri, venne eletto per quattro volte Padre Provinciale dei Frati Minori Osservanti per gli Abruzzi, ricoprendo la carica dal 1454 al 1460 e poi dal 1472 al 1475: tra il 1464 ed il 1467 fu invece Superiore di Bosnia e Dalmazia, provincia appena istituita da papa Pio II Piccolomini, e nel 1468 fu eletto Procuratore dell'ordine presso la Santa Sede.
Venne eletto per due volte vescovo dell'Aquila (prima nel 1472, alla morte del cardinale Amico Agnifili, e poi nel 1491, come successore di Giovanbattista Gaglioffi) ma declinò entrambe le volte l'offerta per spirito di umiltà.
Nel 1475 abbandonò ogni carica e si ritirò nel convento di San Giuliano dell'Aquila: il 16 gennaio del 1495, a Cittaducale, riuscì a fermare le truppe di Carlo VIII e a convincerle a non attraversare il territorio aquilano, risparmiando alla popolazione le gravi conseguenze di un'occupazione militare.
Si spense nel suo convento all'età di 83 anni: ha lasciato numerosi scritti storici e teologici e raccolte di omelie. Tra i primi figura una Cronaca aquilana recante come sottotitolo "Della presa di possesso del Convento di Sant'Angelo d'Ocre", relativa alla storia aquilana del periodo 1254-1423..

## Culto
Il suo corpo, trafugato dalla chiesa conventuale di San Giuliano il 1º dicembre del 1515, è ora conservato presso la casa francescana di Sant'Angelo ad Ocre.
Il culto tributato ab immemorabili al beato Bernardino da Fossa venne confermato da papa Leone XII il 26 marzo del 1828.
Il Martirologio Romano fissa per la memoria del beato la data del 27 novembre.